# Kurija Domjanić
Kurija Domjanić nalazi se u naselju Donja Zelina, općina Sveti Ivan Zelina.

## Opis
Kurija Domjanić u Donjoj Zelini nalazi se na osami usred brežuljka. Dio je nekadašnjeg plemićkog imanja od kojeg su još sačuvane gospodarske zgrade, park te prilazna aleja s jablanovima. Građena je od 1905. do 1907. u historicističko - secesijskim oblicima na mjestu starije drvene građevine. To je prizemnica pravokutne tlocrtne osnove s rizalitnim prigradnjama koje se visinski razlikuju, a pokrivena je dvostrešnim krovištem. Unutrašnji raspored prostorija jednostavan je i funkcionalan. Stropnu konstrukciju čini drveni grednik ožbukanog podgleda. Sačuvan je secesijski namještaj, proizvodi umjetničkog obrta i sl. Predstavlja vrijednu arhitektonsko – pejzažnu cjelinu zelinskog kraja.

## Zaštita
Pod oznakom Z-3651 zavedena je kao nepokretno kulturno dobro – pojedinačno, pravna statusa zaštićena kulturnog dobra, klasificirano kao "profana graditeljska baština".